# 笔架林场
笔架林场或称笔架山林场，是中国广东省清远市林业局下辖的一个林场，辖区以笔架林场之名列为清新区的类似乡级单位。2018年6月，笔架林场的社会管理职能由清远市林业局移交给清新区人民政府。2020年人口1099人。
林场成立于1958年，土地总面积96.7平方公里，其中国营林场5.8万亩，集体山林8.3万亩。内有一个市级自然保护区和一个广东省级森林公园。

## 行政区划
2017年时，代管七个行政村，分别是：坑口村、坑尾村、三坑滩村、中山村、根竹园村、车头村、田边村。2018年时，相关资产已移交清新区人民政府。